# Portret zakonnika trynitarzy
Portret zakonnika trynitarzy – obraz hiszpańskiego malarza pochodzenia greckiego Dominikosa Theotokopulosa, znanego jako El Greco.
Na portretach El Greco zawsze uchwycał charakterystyczne cechy indywidualne portretowanego. Malarz stwarzał przy tym niepowtarzalną więź z widzem; sztukę tę posiadł jeszcze z czasów weneckich, gdzie lekcje pobierał od Tycjana i Tintoretta. W końcowym okresie swojej twórczości El Greco powrócił do gatunku portretu. Datowanie ich i klasyfikacja przysparza wiele trudności, albowiem artysta ogranicza się jedynie do przedstawienia kilku charakterystycznych elementów. Hiszpański historyk sztuki Fernando Marías Franco wysunął przypuszczenie, iż portretowanym zakonnikiem jest brat Juan Bautista de la Concepcion, mentor Hortensia Felixa de Paravicina, późniejszego świętego, który przebywał w Toledo w latach 1610–1612.

## Opis obrazu
Postać została sportretowana w pozycji siedzącej, na wysokim fotelu, tym samym, jaki można zaobserwować w Portrecie ojca Hortensia. Zakonnik ma na sobie tradycyjny strój mnicha z kapturem na głowie. Na białym habicie widoczny jest biały szkaplerz z czerwono-niebieskim krzyżem. Skruszona twarz kontrastuje z pulchnym ciałem. Jedynym elementem wyróżniającym są złożone okulary trzymane w lewej ręce. Dłoń namalowana jest dość niezdarnie, szybkimi posunięciami pędzla.
El Greco dwukrotnie sportretował braci z Zakonu Trójcy Przenajświętszej. Pierwszy pochodzi z muzeum Prado, i znany jest jako Portret dominikanina (lub trynitarza).